# Die Liga der gewöhnlichen Gentlemen
Die Liga der gewöhnlichen Gentlemen ist eine deutsche Pop-Band aus Hamburg und Berlin.

## Geschichte
Die Liga der gewöhnlichen Gentlemen wurde 2012 gegründet, nachdem sich die Vorgängerband Superpunk des Sängers und Songschreibers Carsten Friedrichs aufgelöst hatte. Neben Carsten Friedrichs spielt mit Tim Jürgens noch ein weiterer Ex-Superpunk-Musiker bei der Liga der gewöhnlichen Gentlemen. Philip Morten Andernach (Gitarre, Saxophon), der Tapete-Records-Inhaber Gunther Buskies (Keyboard, Saxophon) und Christoph Kähler (aka Zwanie Jonson) am Schlagzeug vervollständigen die Gruppe. Bei den Aufnahmen zum von Christoph Kähler aufgenommenen und co-produzierten Debütalbum spielte noch André Rattay (Ex-Blumfeld) Schlagzeug.
Die erste Veröffentlichung der Band war die 7"-Single Die Gentlemen Spieler. Das Debütalbum Jeder auf Erden ist wunderschön erschien 2012. Zum Record Store Day 2013 wurde eine auf 500 Stück limitierte Doppel-Single auf blauem Vinyl im Klappcover zum Lied Der fünfte Four Top veröffentlicht. Neben einer neuen Studioversion und einer Live-Version des Liedes enthält die Doppel-Single noch Remixe von Hans Nieswandt und Frank Popp.
Im Herbst 2013 spielten Teile der Band das Album Aus der Bibliothèque von Andreas Dorau ein, das Christoph Kähler aufnahm und co-produzierte.
2014 folgte das zweite Album Alle Ampeln auf Gelb!. Das Titellied handelt vom Hamburger Peter-Ernst Eiffe, der als erster „Graffiti-Künstler“ Ende der 1960er Jahre aktiv war. Das Lied Kennst Du Werner Enke? wurde als Vinyl-Single veröffentlicht und ist eine Huldigung an den Schauspieler und Filmemacher Werner Enke. Bei einem Konzert der Band in Bremen spielte Werner Enke mit der Band auf der Bühne auf einem improvisierten Schlagzeug mit.
Im Herbst 2015 übernahm Heiko Franz (Cucumber Men, Splashdowns) das Schlagzeug, im Januar 2016 veröffentlichte Die Liga der gewöhnlichen Gentlemen ihr drittes Album Rüttel mal am Käfig, die Affen sollen was machen!. Ein Jahr später kam der Nachfolger It’s OK to Love DLDGG heraus, der auf Platz 60 in die deutschen Album-Charts einstieg.
Im August 2018 verließ Philip Morten Andernach die Band, als neuer Gitarrist stieß Fabio Papais (Der Bürgermeister der Nacht, Cascade Lakes) dazu. Es begannen die Vorbereitungen für das fünfte Studioalbum. Fuck Dance, Let’s Art erschien am 23. August 2019 und erreichte Platz 48 der deutschen Albumcharts und Platz 10 der Vinylcharts. Das Albumcover basiert auf einem Foto aus der Serie Und im Sommer tu ich malen, eine Kollaboration des Künstlers Hank Schmidt in der Beek und des Fotografen Fabian Schubert.
Im September 2020 veröffentlichte die Band die Single Ferien für immer; das zugehörige sechste Studioalbum, Gschichterln aus dem Park Café, erschien am 9. Juli 2021.

## Musikstil
Wie auch schon die Vorgängerband Superpunk vermischt DLDGG Northern Soul mit Pop, Punk und Garage Rock. Musikalisch sieht man sich in der Tradition der frühen The Creation und dem Motown-Sound. Die Lieder, die meist einen fröhlichen Grundrhythmus haben, behandeln alltägliche, insbesondere widrige Zustände. Fußball ist ein großes Thema auf dem ersten Album. Auf dem zweiten Album huldigen Die Liga der gewöhnlichen Gentlemen diversen Szenegrößen wie Enke und Eiffe.

## Diskografie
Alben
- 2012: Jeder auf Erden ist wunderschön (Tapete Records)
- 2014: Alle Ampeln auf Gelb (Tapete Records)
- 2014: Andreas Dorau – Aus Der Bibliothèque (als Backing-Band) (Tapete Records)
- 2016: Rüttel mal am Käfig, die Affen sollen was machen! (Tapete Records)
- 2017: It’s OK to Love DLDGG (Tapete/Indigo)
- 2017: Live im Hafenklang (Tapete Records) – Beilage zur limitierten Doppel-LP-Ausgabe von It's OK to love DLDGG
- 2019: Fuck Dance, Let’s Art (Tapete/Indigo)
- 2021: Gschichterln aus dem Park Café (Tapete/Indigo)
- 2022: Alleine auf Partys – 18 gewöhnliche „Hits“ (Tapete/Indigo)
- 2025: Egg Benedict (Tapete/Indigo)

Singles
- 2012: Die Gentlemen Spieler (Tapete Records)
- 2014: Kennst Du Werner Enke? (Tapete Records)
- 2016: Gegen den Strich (Tapete Records) – mit Andreas Dorau
- 2020: Ferien für immer (Tapete Records)

EPs
- 2013: Der fünfte Four Top (Tapete Records)
- 2016: All To Nah (EP-Beilage des All To Nah-Fanzines #26 mit dem Song Die Kampfbahn Im Sonnenschein (Tick Hill Version))

## Auszeichnungen
- Das Titellied der Debütsingle Die Gentlemen Spieler wurde 2012 von der Deutschen Akademie für Fußballkultur mit dem Preis für den besten Fußball-Song des Jahres ausgezeichnet.
- Als am 27. Mai 2014 die Echoverleihung 2014 stattfand, kürte die linke Zeitung Die Tageszeitung ihren Song Rock-Pop National, ein Statement zur Frei.Wild-Kontroverse, zum Song der Woche.[7]